# Relatorías de la Comisión Interamericana de Derechos Humanos
Las Relatorías de la Comisión Interamericana de Derechos Humanos (CIDH) se crean con la finalidad de fortalecer, impulsar y sistematizar el trabajo de la Comisión Interamericana con el objeto de brindar atención a ciertos grupos, comunidades y pueblos que  se  encuentran especialmente expuestos a violaciones de derechos humanos por su  situación de vulnerabilidad y por la discriminación histórica de la cual han sido objeto.

## Relatorías
Las relatorías del CIDH son creadas a partir de 1990, abarcando los siguientes temas y derechos:
  Relatoría sobre los Derechos de los Pueblos Indígenas, 1990
  Relatoría sobre los Derechos de las Mujeres, 1994
  Relatoría sobre los Derechos de las Personas Migrantes, 1996
  Relatoría Especial para la Libertad de Expresión, 1997
  Relatoría sobre los Derechos de la Niñez, 1998
  Relatoría sobre Defensoras y Defensores de Derechos Humanos, 2001
  Relatoría sobre los Derechos de las Personas Privadas de Libertad, 2004
  Relatoría sobre los Derechos de las Personas Afrodescendientes y contra la Discriminación Racial, 2005
  Relatoría sobre los Derechos de las Personas Lesbianas, Gays, Bisexuales, Trans e Intersex, 2014
  Relatoría Especial sobre los Derechos Económicos, Sociales, Culturales y Ambientales, 2017
  Relatoría sobre Memoria, Verdad y Justicia, 2019
  Relatoría sobre los Derechos de las Personas Mayores, 2019
  Relatoría sobre Personas con Discapacidad, 2019
Según el Reglamento de la CIDH, en 2009 se establece que las Relatorías podrán funcionar, como relatorías temáticas, a cargo  de un miembro de la Comisión ( comisionado/a) o como relatorías especiales, a cargo de otras  personas designadas por la Comisión. Los mandatos de dichas relatorías son designados por la CIDH durante el primer período de sesiones del año, pudiendo ser revisadas y modificadas dichas designaciones en cualquier momento, estableciéndose por un período de tres años, renovable por un período más para las relatorías especiales. En ambos casos, el proyecto introduce la aprobación de planes de trabajo por el  pleno de la Comisión y evaluación periódica, así como la obligación de todos los relatores de informar al pleno sobre asuntos de especial preocupación o sobre situaciones que puedan tener especial impacto en la doctrina del sistema interamericano.